# Наводнение в Санта Катарина (2008)
Наводнението в Санта Катарина е следствие от силни дъждове през втората половина на ноември 2008 г..
Засяга над 60 града и 1,5 млн. души в щата Санта Катарина в Бразилия. Поне 65 са мъртви вследствие на бедствието и около 78 000 са евакуирани от домовете си. Около 150 000 души са останали без електричество. Губерноторът на щата Луиз Енрике де Силвеира предполага, че жервтите са около 50 души. Няколко града в региона са отрязани от останалата част на страната заради водата, кметът на Блуменау обявява кризисно положение на 23 ноември.

## Реакции

### Официални
- Бразилия: бразилското федерално правителство издава указ за отпускане на 854 млн. щатски долара в помощ на бедстващия щат[6].
- САЩ: американското правителство дарява 50 000 щатски долара на Санта Катарина в помощ за закупуване на храни и напитки за бедстващото население[7].
- Германия: германското правителство дарява 200 000 евро за закупуване на храни, напитки, продукти за хигиена и матраци[8].
- Ватикан: папа Бенедикт XVI изпраща съболезнователно писмо до семействата на жертвите[9].

### Блогосфера
Скоро след започването на бедствието множество блогъри от Блуменау започват да блогват за ситуацията в Twitter, качват снимки, видеоматериали, прогнозират състоянието и нивото на реките за други хора в интернет, които са в изолираните райони.  Появил се е сайт в бразилската блогосфера, за да поддържа хората осведомени и за да предлага уебканали за дарения. 